# Сем Вуд
Семюель (Сем) Гросвенор Вуд (англ. Samuel Grosvenor (Sam) Wood; 10 липня 1883, Філадельфія — 22 вересня 1949, Голлівуд) — американський кінорежисер і кінопродюсер. Володар іменної зірки на Голлівудській «Алеї слави». За свою кар'єру режисера Вуд зняв трохи більш як 80 фільмів. Сем Вуд був тричі номінований на премію Оскар у категорії Найкращий режисер за фільми «До побачення, містер Чіпс» (1939), «Кітті Фойл» (1940), і «Кінгз Роу» (1942).

## Біографія
Спочатку Сем Вуд працював брокером з нерухомості, а потім трудився на трубопроводах для нафтових компаній.
Під артистичним псевдонімом Чад Еплейджет зіграв кілька епізодичних ролей у німому кіно, після чого, в 1915 році, назавжди встав по іншу сторону кінокамери, коли режисер Сесіл Блаунт Де Мілль прийняв його на роботу своїм асистентом.
У 1919 році, Сем Вуд як самостійний режисер зняв свій перший фільм «Подвійна швидкість».
Більшу частину двадцятих років Вуд провів на кіностудії Paramount, де зняв ряд фільмів за участю зірки німого кіно Глорією Свенсон, в тому числі: «Вибачте мій прах», «Не говори нічого», «За скелями», «Її позолочена клітка», «Моя американська дружина», «Блудні дочки» та «Восьма дружина Синьої Бороди». Знімав він фільми й з Рудольфом Валентіно, і з Воллесом Рідом.
Згодом Вуд перейшов на MGM в 1927 році і працював з Меріон Девіс, Кларком Ґейблом і Джиммі Дюрантом, Робертом Тейлором і Джин Гарлоу.

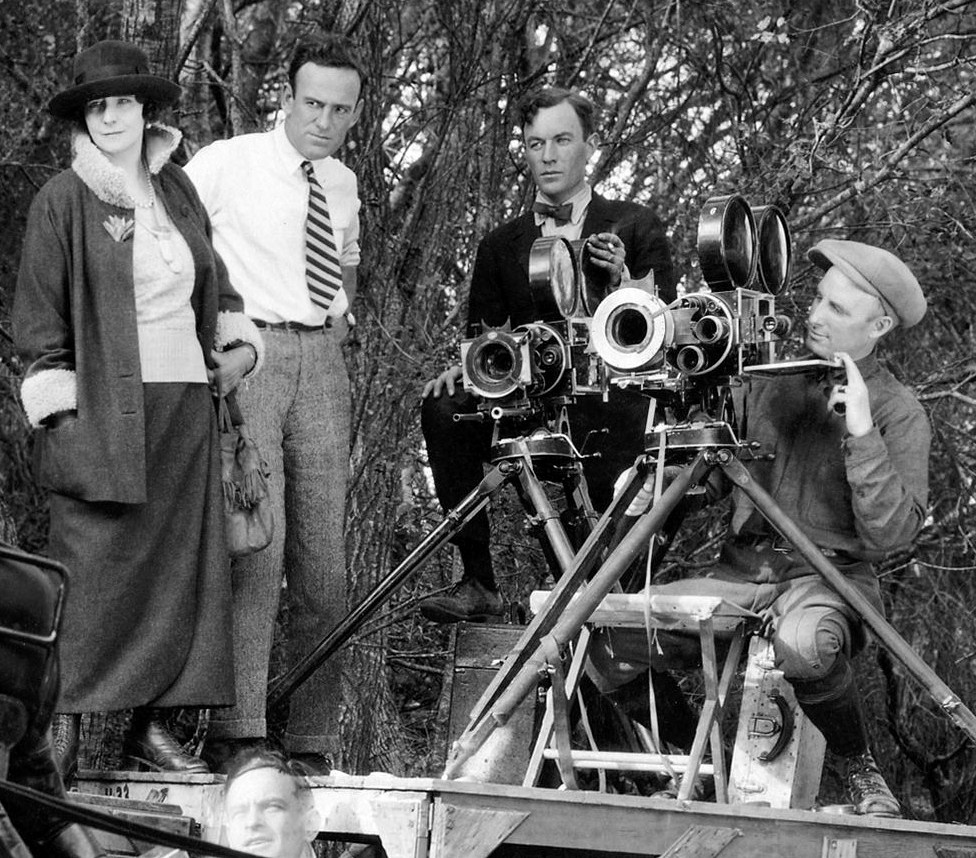
Едіт Чепмен (акторка), Сем Вуд (режисер), Альфред Гілкс (оператор) і Осмонд Боррадейл (оператор)

Знявши дві, досить-таки прибуткові, комедії з братами Маркс «Ніч в опері» (1935) і «День на скачках» (1937), він узявся за драму, яка виявилася однією з найбільш красивих і сентиментальних драм, коли-небудь випущених до цього в Голлівуді — «До побачення, містер Чіпс» (1939). Фільм отримав 6 номінацій на Оскар і 1 Оскар за Найкращу чоловічу роль. Треба врахувати, що цього року вийшли такі сильні фільми як «Віднесені вітром» та «Містер Сміт вирушає до Вашингтону».
Переходячи зі студії в студію в 1940-х, Вуд успішно екранізував роман Торнтона Валдера «Наше містечко» (1940), висунутий на здобуття премії Оскар за 6 категоріях. Далі він знімає фільм, що приніс Оскар Джинджер Роджерс «Кітті Фойл» (1942) і ще 4 номінації, в тому числі й за Найкращий фільм. Серед інших картин найбільшу популярність Вуду принесли комедія «Диявол і міс Джонс» (1941), і біографічний фільм про знаменитого американського бейсболіста Лу Геріга, якого грав Гері Купер, а сам фільм «Гордість Янкі» (1942) зібрав 10 номінацій і 1 Оскар.
Він був відомий своїм умінням досягати потрібного результату, знімаючи, якщо того вимагали обставини, одну і ту ж сцену по кілька разів, а також досить ефективною роботою з провідними акторами, серед яких були такі зірки як Інгрід Бергман, Роберт Донат, Грір Гарсон, Гері Купер, Джинджер Роджерс, Акім Тамірофф і Флора Робсон.
Останні фільми Вуда були: «Історія Страттона» (1949) з Джеймсом Стюартом і «В тилу ворога» (1950).
Сем Вуд був переконаним прихильником правих радикальних політичних поглядів. Він очолював «Кіноальянс за збереження американських ідеалів» («Motion Picture Alliance for the Preservation of American Ideals») — ультраправу організацію, яка проголосила своєю метою виявлення в Голлівуді «підривних елементів». Він охоче давав свідчення «Комісії з розслідування антиамериканської діяльності», зокрема проти режисера Едварда Дмітрика, який після цього був змушений покинути Сполучені Штати Америки. Попри те, що Сем Вуд був одним з найбільш успішних режисерів США, його репутація, як людину, серед колег-кінематографістів і глядачів сильно постраждала.

## Смерть
Семюель Вуд раптово помер від інфаркту міокарда 22 вересня 1949, у віці шістдесяти шести років в Голлівуді.
Сем Вуд був похований на цвинтарі Форест-Лон в Глендейлі.

## Особисте життя
У 1908 році Сем Вуд одружився з Кларою Л. Роуш, з якою вони прожили у шлюбі до самої його смерті.
Дочка Джин Вуд народилася 22 листопада 1919 року. Вона стала акторкою. Померла в 1997 році.
Позашлюбна дочка Глорія К. Т. (Кетрін) Стівенс (KT Stevens) (від акторки К. Стівенс), народилася 19 липня 1919 року — акторка театру, кіно і телебачення. Почала кар'єру акторки в 1921 році, у фільмі Сема Вуда «Поганий хлопчик Пек» (1921), під псевдонімом «Маленька Глорія Вуд». Знялася у понад півсотні кінофільмів, була одружена з актором Г'ю Марлоу (Hugh Marlowe) і померла від раку легенів в 1994 році.